# Хопер
Хопе́р (рос. Хопёр) — річка в Пензенській, Саратівській, Воронізькій і Волгоградській областях Росії, найбільша ліва притока Дону. Довжина 980 км, площа басейну 61 100 км².
Живлення переважно снігове. Повінь у квітні — травні. Найбільша витрата води 2 720 м³/с. Замерзає у грудні, розкривається в кінці березня — початку квітня. У окремі роки льодостав нестійкий. Ширина до 100 м, глибина до 7 м. Дно здебільшого піщане; течія швидка. У долині Хопра — багато стариць.
Хопер бере початок на Приволзькій височині, впадає в Дон поблизу станиці Усть-Хоперська. Найбільші притоки: Ворона, Савала (праві), Сердоба, Бузулук (ліві).
Хопер судноплавний (від міста Новохоперська, за 323 км від гирла). На річці розташовані міста Балашов, Новохоперськ, Урюпінськ.
У нижній течії — Хоперський заповідник.
Долина Хопра була одним з місць розселення донських козаків.

## Екологічний стан
Поточний стан річки продовжує залишатися предметом для дискусій. Є всього два офіційних джерела, на яких наводяться реальні дані про стан річки: адміністрація міста Балашова і Міністерство природних ресурсів, яке води річки віднесло до третього класу («дуже забруднені»).